# Гау-Биккельхайм
Гау-Биккельхайм (нем. Gau-Bickelheim) — община в Германии, в земле Рейнланд-Пфальц. 
Входит в состав района Альцай-Вормс. Подчиняется управлению Вёльштайн.  Население составляет 2062 человека (на 31 декабря 2010 года). Занимает площадь 7,99 км².